# Liste der Kulturdenkmale in Zschertnitz
In der Liste der Kulturdenkmale in Zschertnitz sind die Kulturdenkmale aufgeführt, die sich in der Dresdner Gemarkung Zschertnitz befinden.
Die Anmerkungen sind zu beachten.
Diese Liste ist eine Teilliste der Liste der Kulturdenkmale in Dresden. 

Diese Liste ist zudem eine Teilliste der Liste der Kulturdenkmale in Sachsen.

## Legende
- Bild: Bild des Kulturdenkmals, ggf. zusätzlich mit einem Link zu weiteren Fotos des Kulturdenkmals im Medienarchiv Wikimedia Commons. Wenn man auf das Kamerasymbol klickt, können Fotos zu Kulturdenkmalen aus dieser Liste hochgeladen werden:
- Bezeichnung: Denkmalgeschützte Objekte und ggf. Bauwerksname des Kulturdenkmals
- Lage: Straßenname und Hausnummer oder Flurstücknummer des Kulturdenkmals. Die Grundsortierung der Liste erfolgt nach dieser Adresse. Der Link (Karte) führt zu verschiedenen Kartendiensten mit der Position des Kulturdenkmals. Fehlt dieser Link, wurden die Koordinaten noch nicht eingetragen. Sind diese bekannt, können sie über ein Tool mit einer Kartenansicht einfach nachgetragen werden. In dieser Kartenansicht sind Kulturdenkmale ohne Koordinaten mit einem roten bzw. orangen Marker dargestellt und können durch Verschieben auf die richtige Position in der Karte mit Koordinaten versehen werden. Kulturdenkmale ohne Bild sind an einem blauen bzw. roten Marker erkennbar.
- Datierung: Baubeginn, Fertigstellung, Datum der Erstnennung oder grobe zeitliche Einordnung entsprechend des Eintrags in der sächsischen Denkmaldatenbank
- Beschreibung: Kurzcharakteristik des Kulturdenkmals entsprechend des Eintrags in der sächsischen Denkmaldatenbank, ggf. ergänzt durch die dort nur selten veröffentlichten Erfassungstexte oder zusätzliche Informationen
- ID: Vom Landesamt für Denkmalpflege Sachsen vergebene, das Kulturdenkmal eindeutig identifizierende Objekt-Nummer. Der Link führt zum PDF-Denkmaldokument des Landesamtes für Denkmalpflege Sachsen. Bei ehemaligen Kulturdenkmalen können die Objektnummern unbekannt sein und deshalb fehlen bzw. die Links von aus der Datenbank entfernten Objektnummern ins Leere führen. Ein ggf. vorhandenes Icon  führt zu den Angaben des Kulturdenkmals bei Wikidata.

## Liste der Kulturdenkmale in Zschertnitz
| Bild           | Bezeichnung                                                      | Lage                                     | Datierung                                                                                   | Beschreibung | ID       |
| -------------- | ---------------------------------------------------------------- | ---------------------------------------- | ------------------------------------------------------------------------------------------- | --- | -------- |
|                | Wohnstallhaus, Seitengebäude und Scheune                         | Caspar-David-Friedrich-Straße 52 (Karte) | 1. Hälfte 19. Jh. (Bauernhof)                                                               | Wohnstallhaus, Seitengebäude und Scheune eines Dreiseithofes | 09213760 |
|                | Wegesäule                                                        | Münzmeisterstraße (Karte)                | bez. 1839 (Wegestein)                                                                       | Sandsteinstele mit Inschriften, Eckprofile und kleinen Kapitellen am Kopf, ortsgeschichtlich bedeutend | 09301594 |
| Weitere Bilder | Kursächsische Postmeilensäulen (Sachgesamtheit): Postmeilensäule | Münzmeisterstraße 14b (bei) (Karte)      | bez. 1722 (Postdistanzsäule); 2002 (Kopie)                                                  | Kopie einer Distanzsäule, verkehrsgeschichtlich von Bedeutung Kopie einer Kursächsischen Distanzsäule bez. 1722, aus Sandstein; in der typischen Form (mit Entfernungsangaben beschrifteter) Obelisk auf Sockel, mit Wappenstück sowie „AR“- Monogramm und Posthornzeichen. Die Säule ist eine Nachbildung der Torsäule vom Wilsdruffer Tor von 1967/69 mit (fälscherlicherweise) gegenüberliegenden Entfernungsangaben vom Bildhauer Werner Hempel angefertigt. | 09304827 |
|                | Villa mit Einfriedung                                            | Paradiesstraße 10 (Karte)                | um 1910                                                                                     | Villa mit Einfriedung | 09218178 |
|                | Einfamilienhaus                                                  | Paradiesstraße 10b (Karte)               | um 1930 (Wohnhaus)                                                                          | charakteristischer, traditionell gestalteter Bau der 1920/30er Jahre mit Walmdach, einfachen Lochfassaden, Anbauten, pergolaartig gestaltetem Zugang usw., Akzentuierung durch Klappläden und wenige Schmuckdetails, innen bemerkenswerte und fast vollständig erhaltene Ausstattung aus der Entstehungszeit, baugeschichtlich bedeutend, Innenausstattung auch künstlerisch von Belang                                                                          | 09218992 |
|                | Villa mit Einfriedung                                            | Paradiesstraße 12 (Karte)                | um 1910 (Villa)                                                                             | Villa mit Einfriedung | 09218179 |
| Weitere Bilder | Kursächsische Postmeilensäulen (Sachgesamtheit): Postmeilensäule | Räcknitzhöhe (Karte)                     | bez. 1723 (Viertelmeilenstein)                                                              | Kopie eines Viertelmeilensteins, verkehrsgeschichtlich von Bedeutung Kopie eines Kursächsischen Viertelmeilensteins aus Sandstein mit den Inschriften: „AR“-Monogramm, Jahreszahl „1723“ und Posthorn. Seitlich ist die Reihennummer 1 angebracht. Die Kopie wurde 2002 aufgestellt. | 09304983 |
|                | Weichbildstein mit Wappen und Jahreszahl                         | Südhöhe (Karte)                          | bez. 1729 (Weichbildstein)                                                                  | Weichbildstein; ortsgeschichtlich bedeutend, als älteres Zeugnis der Stadtgeschichte zudem mit Seltenheitswert. | 09213081 |
| Weitere Bilder | Drude-Bau; Botanisches Institut; TU Dresden                      | Zellescher Weg 40 (Karte)                | 1953 (Institut); 1953 (Schulfreiraum/Institutsfreiraum); 1953 (Gewächshaus); 1953 (Pergola) | Hochschulgebäude mit Pergola, Gewächshäusern und Außenanlagen (Gartendenkmal); Gebäude des Botanischen Instituts, typischer traditionell gestalteter Bau der 1950er Jahre, eines der nach 1945 völlig neu entstandenen Häuser der früheren TH Dresden, gesamte Ensemble von Walter Henn und Werner Bauch geplant, von großer Authentizität, von ortsgeschichtlicher, baugeschichtlicher und gartenhistorischer Bedeutung.                                        | 09306703 |

## Ausführliche Denkmaltexte
1. 1 2  
Im Jahre 1722 begann man im Kurfürstentum Sachsen mit der Aufstellung der Kursächsischen Postmeilensäulen. Kurfürst Friedrich August I. wollte hierdurch ein zeitgemäßes Verkehrs- und Transportleitsystem im Kurfürstentum aufbauen, um Handel und Wirtschaft zu fördern. Er beauftragte mit Generalvollmacht Magister Adam Friedrich Zürner (1679 – 1742) mit der Durchführung. Das System der Postmeilensäulen umfasste Distanzsäulen, Viertelmeilensteine, Halb- und Ganzmeilensäulen. Die Distanzsäulen sollten in den Städten vor den Stadttoren, später nur auf den Marktplätzen aufgestellt werden. Entlang der Poststraßen wurden Viertelmeilensteine, Halb- und Ganzmeilensäulen aufgestellt. Sie erhielten eine fortlaufende Nummerierung (Reihennummer), beginnend vom Anfang der Vermessung. Die Ganzmeilensäulen wurden außerhalb der Städte an den Poststraßen im Abstand von 1 Meile (= 9,062 km) aufgestellt. Die Distanzsäulen waren mit dem Monogramm „AR“ für „Augustus Rex“, dem kursächsischen und polnisch-litauischen Doppelwappen sowie der polnischen Königskrone gekennzeichnet. Die Ganzmeilen-, Halbmeilensäulen und Viertelmeilensteine waren alle ähnlich beschriftet, alle trugen kein Wappen, aber das Monogramm „AR“. Die Entfernungsangaben erfolgten in Wegestunden (1 Stunde= ½ Postmeile = 4,531 km). Dieses Meilensystem war das erste europäische Verkehrsleitsystem. Der hier betrachteten Säule kommt als Teil des überregional bedeutenden Postwegesystems eine hohe verkehrsgeschichtliche Bedeutung zu.
2. ↑  
Der Drude-Bau mit seinen Außenanlagen befindet sich südlich des Zelleschen Weges, schräg gegenüber der ehemaligen ABF. Das Gebäude des Botanischen Instituts ist ein typischer traditionell gestalteter Bau der 1950er Jahre. Formal entspricht er teilweise noch dem werkgerechten Bauen, wie es für die Architektur insbesondere der NS-Zeit üblich war, wobei man hier sichtlich um Zurückhaltung bemüht war (auch charakteristisch für die Architektur kurz nach 1945).
Bis auf den Eingangsbereich und die seitliche Pergola-Gestaltung ist das Äußere des Drude-Baus, der von Professor Walter Henn (1912–2006) entworfen wurde, schlicht. Die Ausstattung im Inneren findet sich in vielen Hochschulbauten der DDR um 1955 (z. B. in Dresden und Freiberg), deutlich repräsentativer im Komplex des Willers-Baus, ebenfalls am Zelleschen Weg. Ähnlich ist auch der Eingangsbereich der Pathologie im Universitätsklinikum ausgeführt. Die für das Gebäude „maßgeschneiderten“ Außenanlagen sind trotz ihrer Bescheidenheit, Zurückhaltung mit gestalterischen Anspruch ausgeführt worden. Das Gebäude des Botanischen Instituts ist als Zeugnis der Architekturentwicklung um 1955 in der DDR baugeschichtlich bedeutend. Die Außenanlagen sind ein anschauliches Beispiel der Gartenkunst jener Zeit. Deren gartenhistorischen Wert ergibt sich auch aus der Autorenschaft Werner Bauchs (1902-1983), der sich als Professor für Landschaftsarchitektur an der damaligen TH Dresden und die Gestaltung vieler Außenanlagen auf deren Gelände einen Namen gemacht hatte. Das öffentliche Erhaltungsinteresse der Anlage ist auch zu bejahen, da sie sich noch authentisch erhalten hat und ihre Denkmaleigenschaft von einem breiten Sachverständigenkreis anerkannt wird.